# Anthenoides sarissa
Anthenoides sarissa är en sjöstjärneart som beskrevs av Alcock 1893. Anthenoides sarissa ingår i släktet Anthenoides och familjen ledsjöstjärnor. Inga underarter finns listade i Catalogue of Life.